# Juneau–Douglas Bridge
Juneau–Douglas Bridge) je silniční obloukový most ve městěJuneau ve státě Aljaška v USA. Jedná se o betonový most, který spojuje město Juneau s ostrovem Douglas Island. Je 189 m dlouhý.
Byl vybudován v letech 1976 až 1980 na místě původního ocelového mostu, jehož technický stav se zhoršil. Na výstavbu mostu byl použit předpjatý beton.